# Aleksandr Kowalow (1899–1942)
Aleksandr Antonowicz Kowalow (ros. Александр Антонович Ковалёв, ur. 1899 w Czerykowie w guberni mohylewskiej, zm. 8 kwietnia 1942 w Moskwie) – funkcjonariusz radzieckich organów bezpieczeństwa, komdiw, szef Głównego Zarządu Ochrony Pogranicznej i Wewnętrznej NKWD ZSRR (1938–1939).

## Życiorys
Urodzony w białoruskiej rodzinie chłopskiej, od września 1918 członek RKP(b), od czerwca 1919 w Armii Czerwonej, skończył kursy dowódców piechoty Armii Czerwonej w Mohylewie, zastępca dowódcy i dowódca kompanii na Froncie Zachodnim wojny domowej i pod Piotrogrodem, uczestnik walk z armią Judenicza, ciężko ranny. W 1920 członek i przewodniczący powiatowego komitetu RKP(b) w Czerykowie, później jego sekretarz odpowiedzialny, od stycznia 1921 w gubernialnej Czece w Homlu, członek Kolegium i 1921–1922 zastępca przewodniczącego tej Czeki, od marca do grudnia 1922 zastępca przewodniczącego gubernialnego oddziału GPU w Homlu. 
Później dowodził różnymi pogranicznymi oddziałami OGPU na Białorusi, później w Zarządzie Wojsk Pogranicznych OGPU w Kraju Zachodnim (późniejszym obwodzie zachodnim, następnie obwodzie smoleńskim), w Kazachstanie i Środkowej Azji, od 13 lipca do 26 listopada 1934 szef Zarządu Wojsk Pogranicznych NKWD Kazachskiej ASRR. Od 26 listopada 1934 do 4 stycznia 1935 szef Wydziału 2 Głównego Zarządu Ochrony Pogranicznej i Wewnętrznej (GUPWO) NKWD ZSRR, 4-5 stycznia szef UPWO Zarządu NKWD obwodu leningradzkiego, od 5 stycznia 1935 do 29 stycznia 1938 szef wojsk pogranicznych i wewnętrznych NKWD obwodu leningradzkiego, od 23 grudnia 1935 kombrig, a od 14 stycznia 1938 komdiw, od 29 stycznia 1938 do 3 lutego 1939 szef GUPWO NKWD ZSRR, następnie w rezerwie. Deputowany do Rady Najwyższej Rosyjskiej FSRR 1 kadencji. Zastrzelił się.

## Odznaczenia
- Order Czerwonego Sztandaru (17 listopada 1934)
- Order Czerwonej Gwiazdy (27 marca 1933)
- Order „Znak Honoru” (14 lutego 1936)
- Order Czerwonego Sztandaru Uzbeckiej SRR (1932)
- Odznaka „Honorowy Funkcjonariusz Czeki/GPU (V)” (1931)